# De Kraaienburcht
De Kraaienburcht is het 198ste stripverhaal van Jommeke. De reeks wordt getekend door striptekenaar Jef Nys. Scenarist is Jan Ruysbergh.

## Verhaal
Als Jommeke en Filiberke op een dag professor Gobelijn bezoeken, blijkt dat de professor aan een rustpauze toe is. Ze trekken samen naar het Zwarte Woud. Daar ontdekken ze tijdens een wandeling een standbeeld van een kraai. Een oud vrouwtje waarschuwt hen voor een groot gevaar: het gevaar van de Kraaienburcht! Jommeke en Filiberke gaan op onderzoek. Als ze bij de burcht zijn, verschijnt hetzelfde oude vrouwtje weer. Later komen ook Gobelijn en de Miekes bij de burcht aan. Ze ontdekken per toeval een geheime gang. Als ze binnen de burcht zijn, zien ze een aantal verklede mannen met kraaienmasker op. Jommeke gaat verder op onderzoek. Hij ontdekt dat het oude vrouwtje in de macht is van de kraaienmannen via een verdovend middel. Na enige tijd worden Jommeke en zijn vrienden gevangengenomen. Op een haar na is Flip nog kunnen ontsnappen en ze krijgen zelfs de hulp van een der kraaienmannen. Het blijkt een meisje te zijn, Gitte genaamd. Gitte is de kleindochter van het oude vrouwtje. Met zijn allen gaan ze weer terug naar de burcht. Dan wordt alles duidelijk. Het plan om de bewoners uit het dorp weg te jagen en zo een schat te bemachtigen is mislukt. De politie rekent de booswichten in.
Tot slot zal "De Kraaienburcht" omgebouwd worden tot een mooi hotel. Wat de schat betreft, deze blijft waar ze is.